# Stosunki polsko-maltańskie
Stosunki polsko-maltańskie – kulturowe, gospodarcze i polityczne zależności pomiędzy Maltą a Polską.

## Historia

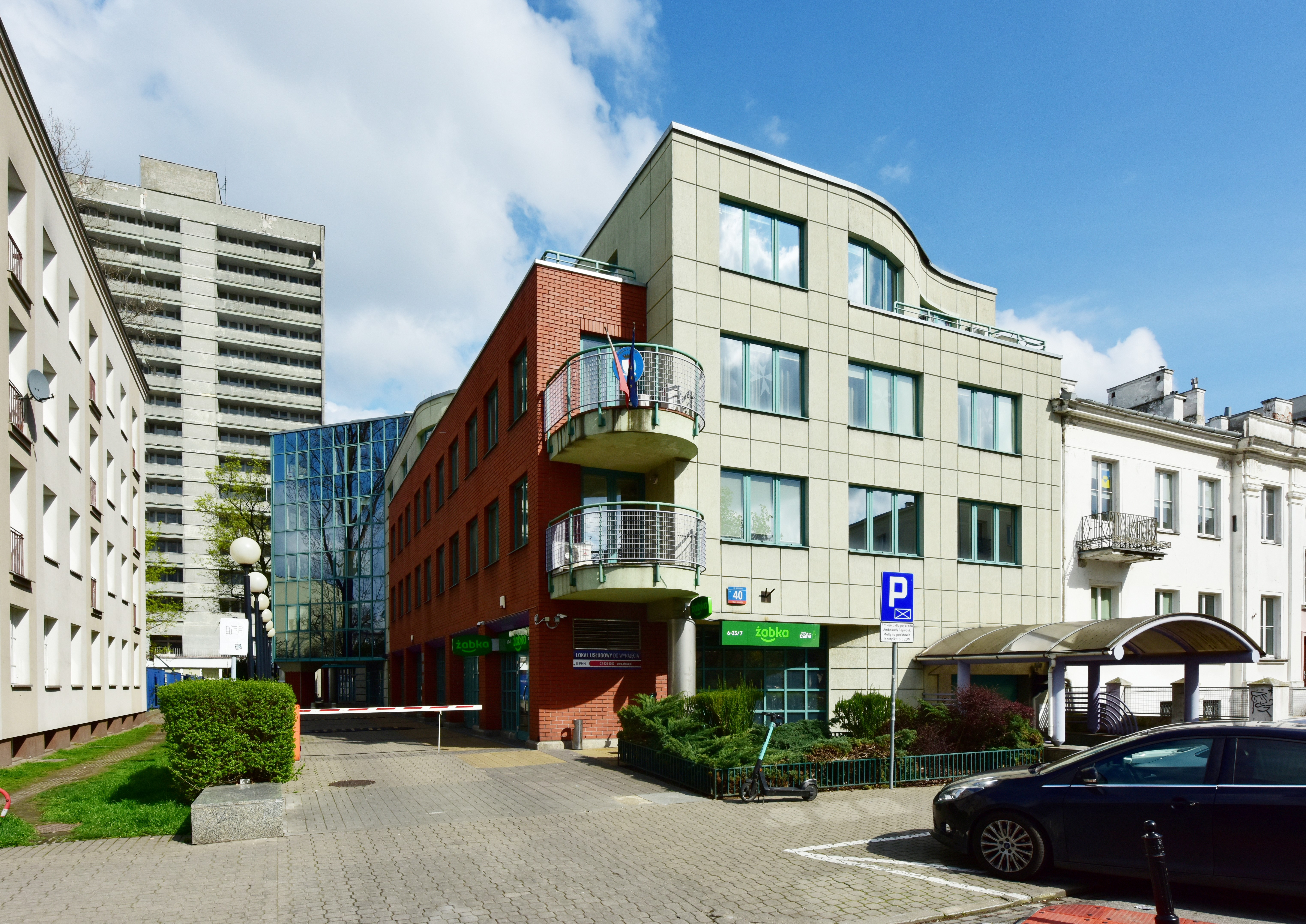
Budynek przy ul. Wiśniowej 40 w Warszawie w którym mieści się Ambasada Malty

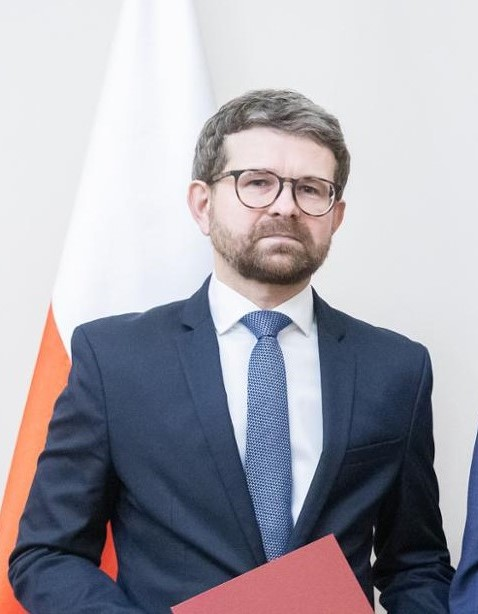
Tomasz Czyszek, ambasador RP na Malcie

Stosunki dyplomatyczne między Maltą a Polską zostały nawiązane 23 października 1971. W listopadzie 1971 z pierwszą oficjalną wizytą w Polsce przebywał premier Malty Dominic Mintoff. Bardziej regularne kontakty Polska zaczęła utrzymywać z Maltą po roku 1989, czego efektem w 1990 było podpisanie pomiędzy obydwoma państwami umowy o współpracy kulturalnej i naukowej. 
W październiku 2002 miała miejsce pierwsza w historii stosunków dwustronnych oficjalna wizyta prezydenta Malty, Guido de Marco w Polsce. Prezydent Polski Aleksander Kwaśniewski złożył wizytę oficjalną na Malcie w marcu 2004.
W 2007 powołano Towarzystwo Przyjaźni Maltańsko-Polskiej, aby promować współprace pomiędzy mieszkańcami obu krajów. Towarzystwo zaprzestało swojej działalności w 2008.

## Współpraca partnerska miast i gmin
W ciągu kilku lat podpisano umowy partnerskie pomiędzy maltańskimi i polskimi miastami:
- Gzirą i Wałbrzychem – umowę o współpracy podpisano 12 listopada 2000 w Wałbrzychu[5],
- Marsaskalą i Chojną – w ramach stowarzyszenia miast partnerskich Douzelage, którego gmina Chojna jest członkiem od 2004 roku, a Marsaskala od 2009 roku,
- Sliemą i Białymstokiem – umowę podpisano 8 stycznia 2018 w Białymstoku[6].
- Żejtun i Obornikami – umowę podpisano 25 września 2023 w Obornikach[7].

W latach 2012–2014, w ramach programu Ne.Mo Network for Mobility (Sieć dla Mobilności), gmina Trzemeszno współpracowała z radą lokalną Xagħra na wyspie Gozo.

## Ambasady i konsulaty
Malta otworzyła swą ambasadę w Warszawie w 2009. 1 grudnia 2014 Jolanta Janek została powołana na pierwszą ambasadorkę wizytującą Polski na Malcie (kadencję zakończyła w marcu 2019). Polska ambasada w Valletcie działa od 2019. 19 czerwca 2019 Tomasz Czyszek został mianowany Ambasadorem Nadzwyczajnym i Pełnomocnym Rzeczypospolitej Polskiej w Republice Malty. W 2023 otwarto Ambasadę RP w Valletcie.
W Polsce funkcjonuje pięć konsulatów honorowych Malty:
- Białystok – Konsul Honorowy Janusz Antoni Kazberuk,
- Gdynia – Konsul Honorowy Sławomir Kalicki,
- Kraków – Konsul Honorowy Agnieszka Kamińska,
- Łódź – Konsul Honorowy Michał Moczkowski,
- Wrocław – Konsul Honorowy Krystyna Maria Mikulanka.

Na Malcie istniał Konsulat Honorowy RP w miejscowości Birkirkara – Konsul Honorowy Hector Spiteri.

## Współpraca gospodarcza
Malta jest jednym z najmniejszych partnerów handlowych Polski w Europie. Polski eksport na Maltę oraz import z Malty stanowią 0,02% całkowitego polskiego eksportu i importu. Od akcesji obu krajów do Unii Europejskiej w 2004 wzajemna wymiana handlowa znacząco wzrosła. 
W 2005 r. obroty handlowe między krajami wynosiły zaledwie 13,6 mln euro, podczas gdy w latach 2018 i 2019 r. osiągnęły one poziom 110,6 i 99,5 mln euro. Polski eksport na Maltę w 2018 i 2019 uzyskał wartość odpowiednio 62,8 i 46,1 mln euro, a import z Malty – 47,8 i 53,4 mln euro.
Relatywnie wysoka jest wymiana usług między Polską i Maltą, która stale rośnie. W 2010 obroty usługami wyniosły 48,2 mln euro, w 2018 już 211,1 mln euro. Na koniec 2018 wartość inwestycji maltańskich w Polsce wyniosła 1 788,1 mln euro, podczas gdy polskie inwestycje bezpośrednie na Malcie osiągnęły poziom 691,7 mln euro.